# تشاك باير
تشاك باير (بالإنجليزية: Chuck Baer)‏ هو لاعب كرة قدم أمريكية أمريكي، ولد في 24 سبتمبر 1905 في مونتانا في الولايات المتحدة، وتوفي في 31 مايو 1987 في بونتياك في الولايات المتحدة.